# Chlorek cezu
Chlorek cezu, CsCl – nieorganiczny związek chemiczny z grupy chlorków, sól cezu i kwasu solnego.
Tworzy sieć przestrzenną kryształu jonowego o układzie regularnym prymitywnym oznaczanym symbolem cP2 w notacji Pearsona i B2 w notacji Strukturbericht. Sieć CsCl jest stosowana jako wzorzec do opisywania sieci kryształów o podobnej strukturze. Komórka elementarna zawiera jeden kation i jeden anion. Układ atomów w komórce elementarnej przypomina układ regularny wewnętrznie centrowany typu cI, jednak w rzeczywistości nie jest tego typu, gdyż węzły w narożnikach i węzeł centralny zajęte są przez bardzo odmienne jony, odpowiednio Cs+
 i Cl−
 (lub odwrotnie).